# Volo Indian Airlines 113
Il volo Indian Airlines 113 era un volo passeggeri di linea da Mumbai ad Ahmedabad, in India. Il 19 ottobre 1988, un Boeing 737-200 operante il volo si schiantò durante l'avvicinamento all'aeroporto Internazionale Sardar Vallabhbhai Patel, provocando la morte di 133 delle 135 persone a bordo.

## L'aereo
Il velivolo coinvolto era un Boeing 737-2A8, marche VT-EAH, numero di serie 20481, numero di linea 271. Volò per la prima volta nel 1970 e venne consegnato nel dicembre dello stesso anno a Indian Airlines. Era equipaggiato con 2 motori turboventola Pratt & Whitney JT8D-9A. Al momento dell'incidente, l'aereo aveva circa nove anni e aveva accumulato 42 831 ore di volo in 47 647 cicli di decollo-atterraggio.

## L'incidente
Il volo sarebbe dovuto partire alle 05:45 IST, ma venne ritardato di 20 minuti a causa della mancata presentazione di un passeggero. L'aereo partì da Mumbai alle 06:05 e alle 06:20 l'equipaggio contattò il controllore di avvicinamento di Ahmedabad. Il METAR delle 05:40 IST venne quindi trasmesso all'equipaggio, e di nuovo alle 06:25 a causa della riduzione della visibilità da 6 km a 3 km. L'autorizzazione per scendere a 15 000 piedi (4 600 m) venne concessa alle 06:32 e all'equipaggio fu consigliato di riferire quando l'aereo si trovava a 1 700 piedi (520 m) sopra il VHF di Ahmedabad (VOR). La visibilità era di 2.000 metri nella foschia e il QNH era 1010.
Il comandante decise di effettuare un avvicinamento localizzatore-DME verso la pista 23 e segnalò di trovarsi sopra il VOR di Ahmedabad alle 06:47. Riferì quindi di aver virato verso la pista alle 06:50. Questa fu l'ultima trasmissione dall'aereo all'ATC.
L'equipaggio non chiese alcun permesso o autorizzazione per l'atterraggio, né fornì le chiamate standard dopo aver passato i 1 000 piedi (300 m). La velocità dell'aereo era di 160 nodi (300 km/h), più di quella prescritta, e il comandante non avrebbe dovuto portare il 737 sotto i 500 piedi (150 m) (l'altitudine minima di discesa) a meno che non avesse avvistato la pista. La conversazione del registratore vocale della cabina di pilotaggio tra il pilota e il copilota mostrò che entrambi erano concentrati sul tentativo di vedere la pista, perdendo così traccia della loro altitudine.
Alle ore 06:53, l'aereo colpì alcuni alberi e un traliccio dell'alta tensione e precipitò nella periferia del villaggio di Chiloda Kotarpur, vicino alla Noble Nagar Housing Society di Ahmedabad. Il luogo dello schianto era a 2.540 metri dalla testata della pista 23.
Diversi NOTAM erano stati emessi per l'aeroporto di Ahmedabad, in particolare riguardo l'assenza di luci di avvicinamento e l'assenza del sentiero di discesa del sistema di atterraggio strumentale, lasciando disponibile solo il localizzatore. Erano comunque disponibili VASI, VOR, DME e localizzatore, che erano sufficienti per far atterrare gli aerei anche con visibilità a 1.600 metri. L'autorità aeroportuale affermò che era un requisito obbligatorio che il pilota fosse in grado di vedere la pista a 500 piedi (150 m) di altitudine, e che se non l'avesse vista non sarebbe mai dovuto scendere al di sotto. Il fatto che l'aereo si fosse schiantato a 2,6 km dall'aeroporto dimostrò che nessuno dei due piloti aveva avvistato la pista.
L'autorità aeroportuale affermò anche che il VOR era operativo in quelle ore, poiché il pilota aveva effettuato alcune virate utilizzandolo come riferimento. Anche il localizzatore era operativo e utilizzato dai piloti, perché l'aereo si era schiantato sulla linea centrale estesa della pista. I dati raccolti dai registratori di volo dell'aereo mostrarono che i piloti non stavano prestando attenzione alle luci del DME e del VASI dell'aeroporto, e poiché i loro altimetri funzionavano correttamente, avevano perso di vista la consapevolezza altitudinale del velivolo.
Venne anche stabilito che il personale dell'aeroporto non aveva effettuato misurazioni della portata visiva della pista nella situazione di visibilità in diminuzione, come era loro compito e pienamente entro le loro capacità, e quindi non aveva comunicato i rapporti aggiornati ai piloti.
Il volo trasportava 129 passeggeri (124 adulti e 5 bambini) e 6 membri dell'equipaggio (pilota, copilota e 4 membri dell'equipaggio). Tutti e 6 i membri dell'equipaggio rimasero uccisi nello schianto. Il professor Labdhi Bhandari dell'Indian Institute of Management, Ahmedabad, fu una delle vittime di spicco dell'incidente. Cinque passeggeri inizialmente sopravvissero allo schianto e furono trasportati in ospedale, ma tre morirono a causa delle ferite riportate.

## Le indagini
La Corte d'inchiesta arrivò alla seguente conclusione:
Dopo aver ricevuto il rapporto, il governo indiano nominò un comitato per valutare il rapporto con il National Transportation Safety Board degli Stati Uniti. Il governo indiano accettò quindi il rapporto e apportò la seguente modifica: